# FDP-Europatag 1999
Koordinaten: 50° 6′ 41″ N, 8° 38′ 54″ O
Den Europatag 1999 hielt die FDP am 23. Januar 1999 in Frankfurt am Main ab. Es handelte sich um eine Vertreterversammlung zur Aufstellung der Liste zur Europawahl 1999. Die Versammlung fand im Congress Center der Messe Frankfurt statt.

## Verlauf und Beschlüsse
Die Delegierten beschlossen Leitsätze zur Europawahl. Darin wurden „mehr Arbeitsplätze durch eine wettbewerbsfähige Europäische Union“, ein stabiler Euro, eine „zügige Erweiterung der Union“, ein „faires Finanzsystem und [eine] spürbare Nettoentlastung für Deutschland“, eine Reform der Strukturpolitik, eine „wettbewerbsfähige Landwirtschaft in einer erweiterten EU“, eine Stärkung der Demokratie, Handlungsfähigkeit und Bürgernähe, die Gewährleistung von innerer Sicherheit und Bürgerrechten, die Verantwortung für einen globalen Umweltschutz sowie die gemeinsame Verantwortung für Frieden und Freiheit gefordert. Die Globalisierung müsse als Chance begriffen werden.
Die Delegierten wählten den früheren Bundeswirtschaftsminister Helmut Haussmann zum Spitzenkandidaten. Er erhielt 579 von 606 abgegebenen Stimmen. Auf Platz zwei der Bundesliste kandidierte die parteilose Kanu-Sportlerin Birgit Fischer.

## Kandidatenliste

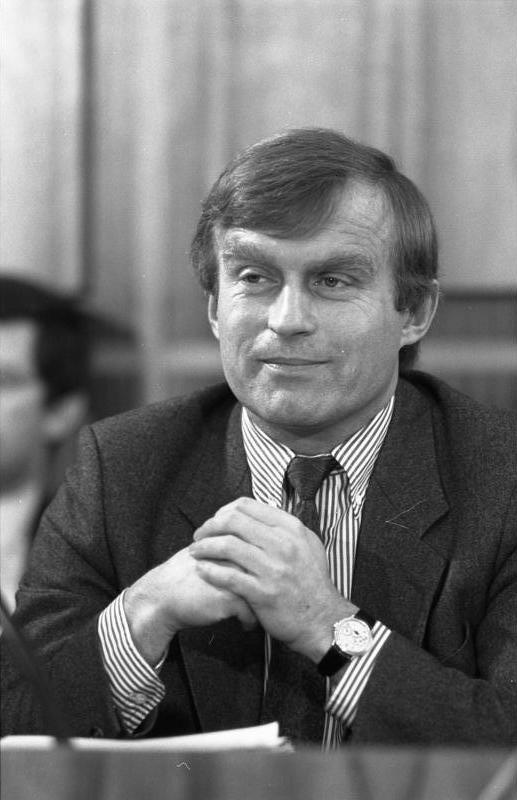
Helmut Haussmann

Die Kandidaten 1 bis 9 nach Listenplätzen:
1. Helmut Haussmann, Baden-Württemberg
2. Birgit Fischer, Brandenburg
3. Georgios Chatzimarkakis, Saarland
4. Klaus Wettig
5. Roland Werner
6. Nicole Morsblech, Rheinland-Pfalz
7. Martin Holzfuss, Hessen
8. Lydia von Brasch
9. Klaus von Lindeiner-Wildau

## Wahlergebnis
Die FDP scheiterte bei der Europawahl am 13. Juni 1999 mit 3,0 Prozent an der 5%-Hürde. Damit verpassten alle Kandidaten den Einzug in das Europaparlament.

## Dokumente

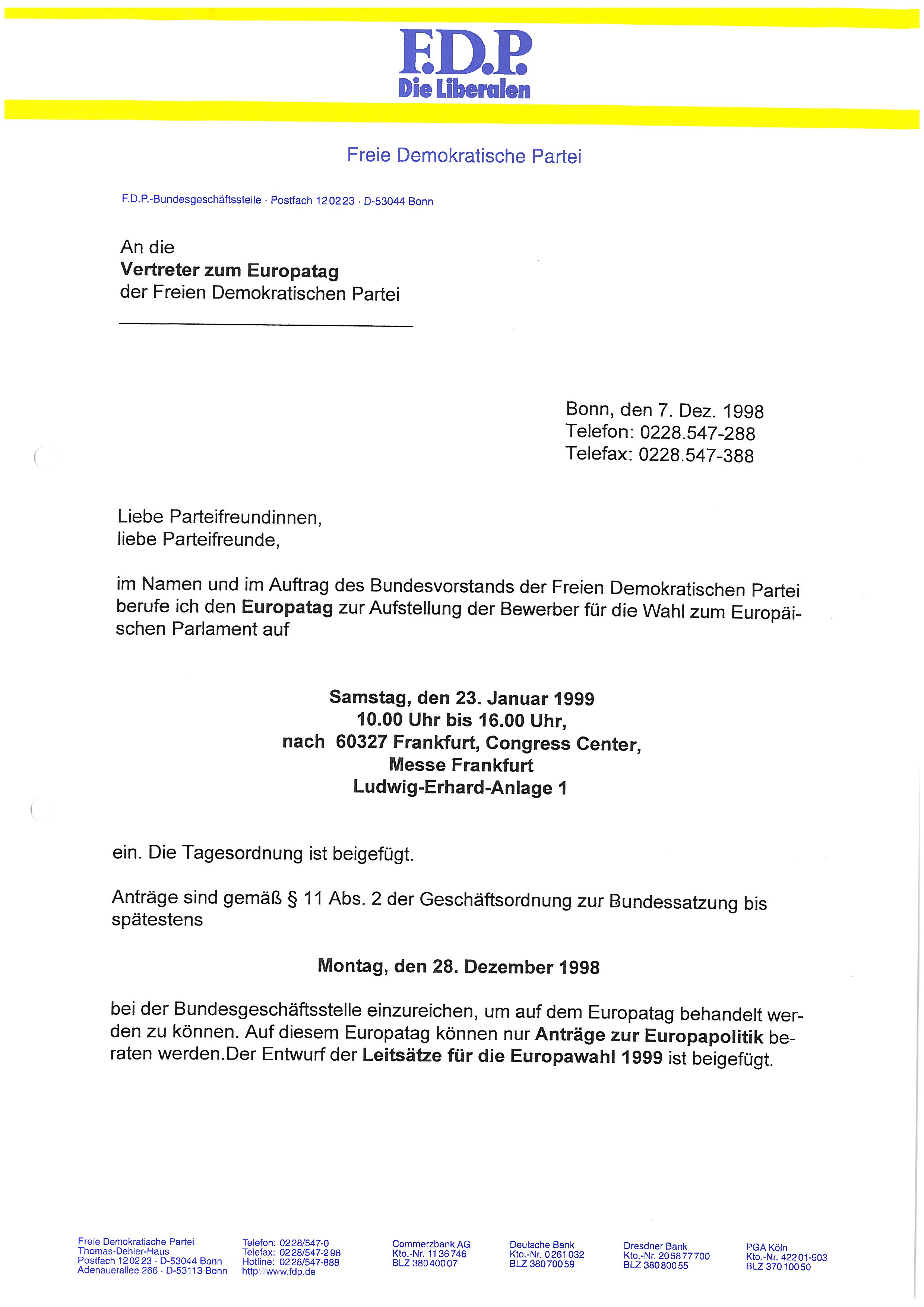
Einladung vom 7. Dezember 1998 durch den FDP Bundesvorsitzenden Wolfgang Gerhardt zum Europatag 1999 in die Messe Frankfurt
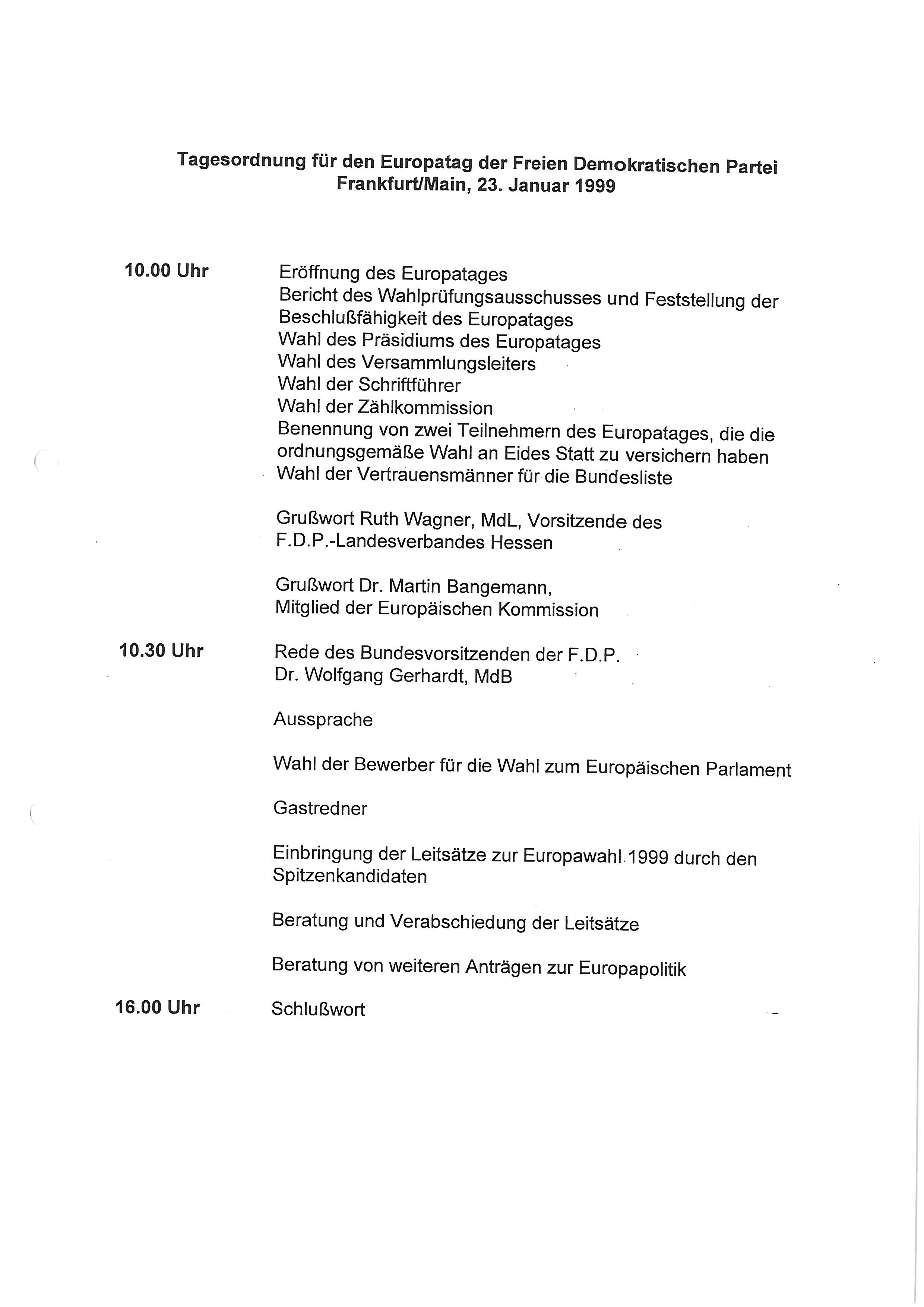
Seite 1 der vorgeschlagenen Tagesordnung
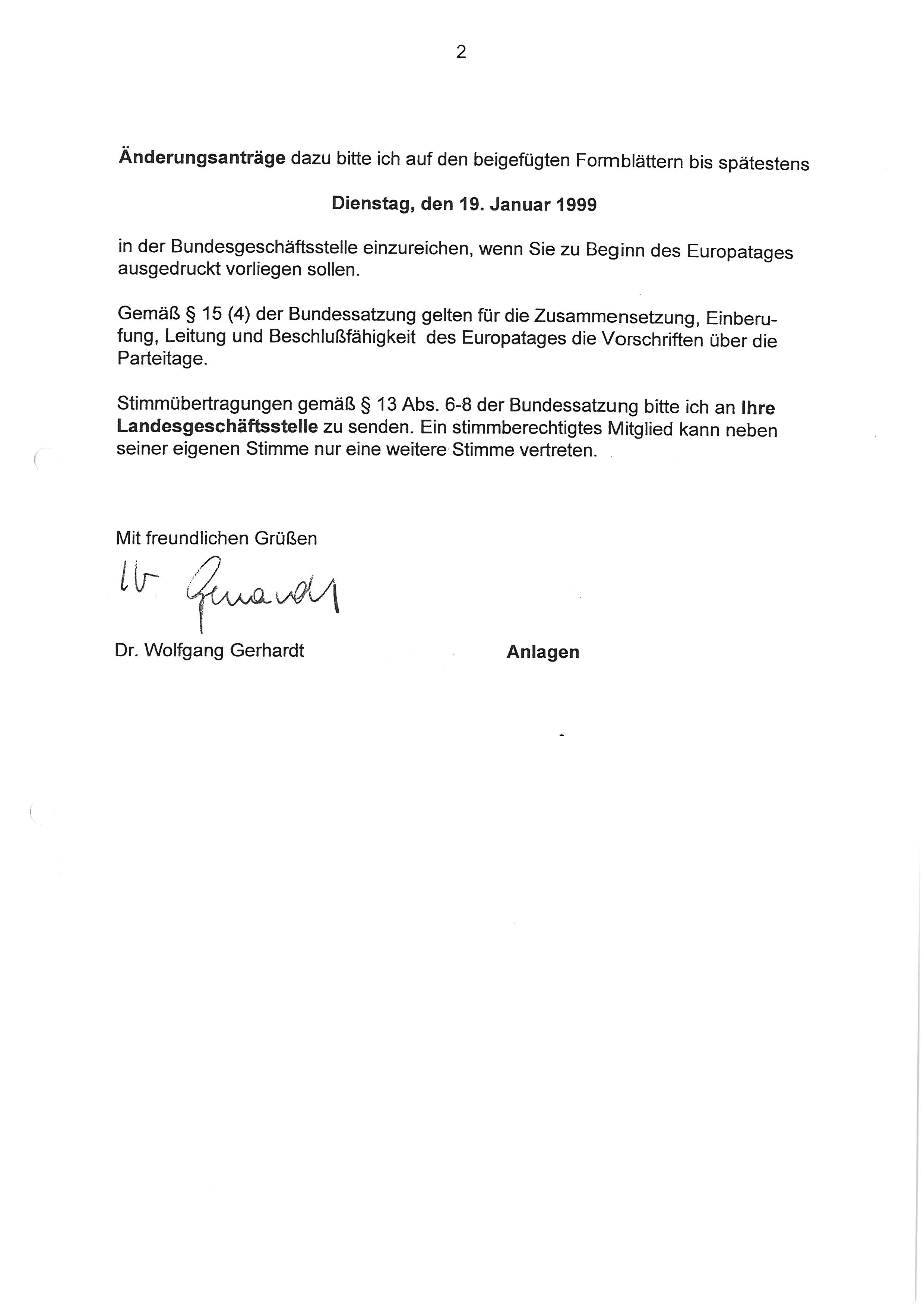
Seite 2 der vorgeschlagenen Tagesordnung